# Matej Pučko
Matej Pučko, slovenski nogometaš, * 6. oktober 1993, Murska Sobota. 
Pučko je bivši mladinski reprezentant, ki je igral tudi za Osasuno in  Real Oviedo.